# Jakarta projekt
A Jakarta projekt Java platformra készített és tartott karban nyílt forráskódú szoftvereket. Gyűjtő projektként szolgált az Apache Software Foundation keretein belül. A Jakarta projekt összes termékét Apache licenccel adták ki.
2011. december 21-én a Jakarta projektet nyugdíjazták, mivel nem maradt egyetlenegy élő alprojektje sem.

## Alprojektek
A főbb Jakarta projekt olyan eszközöket, könyvtárakat, keretrendszereket tartalmaz, mint pl.:
- Cactus - egy egységteszt keretrendszer a szerveroldali Java osztályokhoz
- ECS - Element Construction Set - egy java API, különböző jelölőnyelvi elemek generálásához
- HttpComponents- hypertext átviteli protokoll
- ORO - reguláris kifejezés gyűjtemény

A következő projektek korábban részei voltak a Jakarta projektnek, ám mostanra független projektekké alakultak az Apache Software Foundation-on belül:
- JMeter - egy terheléses ill. stressz teszt eszköz
- Ant - build tool megvalósítás
- Commons - hasznos osztályok gyűjteménye, amely már kvázi sztenderd java könyvtár
- HiveMind - szolgáltatás és konfigurációs mikrokernel
- Maven - build és menedzsment eszköz
- POI - Microsoft népszerű fájl formátumainak tisztán Java nyelvű megvalósítása
- Struts - keretrendszer web alkalmazások fejlesztéséhez
- Slide - tartalom tár, amely elsődlegesen WebDAV-ot használ
- Taglibs - tár saját JSP tag könyvtárakhoz
- Tapestry - komponens objektum modell, ami a JavaBeans tulajdonságokon és erős specifikáción alapszik
- Tomcat - JSP/Servlet konténer
- Turbine - gyors fejlesztést támogató web alkalmazás keretrendszer
- Velocity - sablon motor
- BCEL - Java byte kód manipulációs könyvtár
- BSF - egy scripelést támogató keretrendszer
- JCS - JCS egy java-ban írt elosztott gyorsítótár rendszer

2011-re a hajdani Jakarta projektek szinte kivétel nélkül önálló Apache projektté váltak v. a Commons részeivé v. nyugdíjazták őket (Apache Attic részévé váltak).

## Története
A Jakarta projekt nem Indonézia fővárosáról és nem is a Jakarta nevű kék pillangóról kapta a nevét, hanem arról a Sun Microsystems konferencia teremről, ahol a megbeszélések a projekt születéséhez vezettek. Kis híján a Java szigetén elhelyezkedő városról nevezték el.